# Théorème de Hamilton
Ne pas confondre avec le théorème de Cayley-Hamilton en algèbre linéaire.

Illustration du théorème de Hamilton dans le triangle.

Le théorème de Hamilton est un théorème de géométrie du triangle, dû à William Rowan Hamilton :

Soit ABC un triangle et H son orthocentre. Les triangles ABC, ABH, BCH et ACH ont le même cercle d'Euler.
Démonstration — 
Soient IA, IB, IC les milieux respectifs de [BC], [AC], [AB]. Soient HA, HB, HC les pieds des hauteurs issues respectivement de A, B, C. Soient JA, JB, JC les milieux respectifs de [HA], [HB], [HC].
On sait que le cercle d'Euler du triangle ABC passe par ces neuf points. Pour montrer le résultat, il suffit de considérer un à un les triangles intérieurs et vérifier que leurs cercles d'Euler passent par les mêmes points.
Dans le cas du triangle ABH, il apparait que C est son orthocentre, les pieds de ses hauteurs sont HA, HB, HC, les milieux de ses segments sont JA, JB, IC et les milieux des segments liant ses sommets à son orthocentre sont IA, IB, JC. Les triangles ABC et ABH ont donc bien le même cercle d'Euler.
On conclut en raisonnant de façon similaire sur BCH et CAH.